# Ziphius cavirostris
Lo zifio (Ziphius cavirostris G. Cuvier, 1823), unica specie del genere Ziphius, è un cetaceo della famiglia degli Zifiidi.

## Etimologia
Il nome generico Ziphius è di origine incerta: è possibile che derivi dal greco xiphos, «spada», forse per il rostro allungato, considerato spadiforme; l'epiteto specifico cavirostris, invece, deriva dal latino cavum e rostrum, «dal rostro cavo». In inglese la specie è nota come Cuvier's Beaked whale: Beaked whale, «balena dal becco», è la denominazione volgare dell'intera famiglia degli Zifiidi. Altro nome anglosassone è Goose-beaked whale, «balena a becco d'oca», riferito al particolare aspetto del rostro.

## Descrizione
Maschi e femmine raggiungono dimensioni simili (contrariamente alla diffusa opinione che, uniche fra gli odontoceti, le femmine di zifio siano più grandi dei maschi). Le dimensioni medie dell'adulto sono di circa 6 m; il massimo valore misurato, in un esemplare femmina catturato presso Tarragona nel 1944, era di 7,60 m. Il peso dell'adulto si aggira mediamente sulle 3 tonnellate, ma può raggiungere un massimo di 6. La lunghezza media del neonato si aggira intorno ai 2,7 m. Lo zifio ha corpo siluriforme, piuttosto tozzo, e capo piccolo, lateralmente compresso, leggermente convesso superiormente per la presenza di un piccolo melone, con il rostro molto corto. Lo sfiatatoio, posto sulla verticale degli occhi e leggermente asimmetrico sulla sinistra, è a mezzaluna con la concavità rivolta in avanti. Subito dietro lo sfiatatoio si trova una depressione, tipica della specie. La rima boccale è corta, dalla tipica forma sigmoide, quasi a «sogghigno»; l'apice della mandibola è decisamente sporgente in avanti, sotto alla mascella superiore. Nella regione golare possiede due solchi, disposti a V con il vertice rivolto in avanti, ma che non si congiungono. La pinna dorsale, piccola e triangolare, più o meno falcata, è situata all'inizio del terzo posteriore del corpo. Le pinne pettorali sono piccole e sottili (10-11% della lunghezza totale); quando tenute aderenti al corpo, rientrano in un'apposita depressione che è tipica degli Zifiidi. La coda è piuttosto grande (27% della lunghezza totale), con seno interlobare appena abbozzato o assente: anche questa una caratteristica della famiglia. Le principali difficoltà nel descrivere la colorazione dello zifio derivano dal fatto che gran parte delle informazioni su questa specie provengono dall'osservazione di esemplari spiaggiati, spesso morti da tempo, e in cui i particolari della pigmentazione sono profondamente modificati dal decesso. Pare comunque che esistano differenze di colorazione dovute all'età e al sesso. I maschi adulti presentano una colorazione grigio ardesia su tutto il corpo, tranne che sulla testa e sul dorso immediatamente retrostante, che sono bianchi o biancastri. Le femmine adulte possono essere da grigio scuro a bruno rossiccio a bruno caffelatte, con il capo di sfumatura più chiara, anche se mai bianco come nei maschi; una regione scura circonda l'occhio, che spesso è anche ornato da due prominenti strie scure a mezzaluna, una anteriore e una posteriore all'occhio stesso. La livrea del piccolo sembra invece essere di color nero bluastro, col ventre di tonalità più chiara. Il colore di fondo dello zifio è inoltre quasi sempre frammisto a graffiature e macchie chiare di forma ovale. Le prime, assai più frequenti sui corpi dei maschi adulti, sembrano il risultato di interazioni competitive e aggressive; le seconde, forse, cicatrici lasciate da lamprede e dal piccolo squalo pelagico tropicale Isistius brasiliensis.

## Biologia

### Comportamento
I pochi resoconti disponibili descrivono lo zifio come un nuotatore rilassato e tranquillo, con una velocità che si aggira sui 3 nodi (5 km/h). È il mammifero marino con la più  grande capacità di immersione subacquea, è in grado di raggiungere quasi 3.000 metri di profondità e di restare immerso per 3 ore e 42 minuti senza respirare. Il rostro non viene spinto fuori dall'acqua; una tipica sequenza respiratoria inizia con l'apparizione del melone, seguita dall'emissione di un soffio piuttosto modesto. Poi il capo scompare sott'acqua mentre appare il resto del dorso con la pinna dorsale. La sequenza di superficie, nel corso della quale il cetaceo nuota in genere appena sotto il pelo dell'acqua, comporta una serie di soffi intervallati da circa 20 sec. L'ultima respirazione prima dell'immersione - che può durare oltre 30 minuti - è accompagnata quasi sempre dal sollevamento della coda fuori dall'acqua, come fanno i capodogli. Esistono anche casi documentati di zifii che saltano goffamente fuori dall'acqua. Non esistono dati sulle abitudini migratorie dello zifio. Le informazioni in merito sono talmente frammentarie da non consentire di delineare la struttura sociale di questa specie. La maggior parte delle osservazioni riguarda esemplari isolati o in piccoli gruppi di 2-4 esemplari. Il branco più grande di cui si ha notizia era costituito da 25 esemplari. L'estrema rarità degli avvistamenti in mare di zifio indica la grande timidezza di questa specie, che di certo si adopera per tenersi alla larga dalle imbarcazioni e dalle attività dell'uomo. Riguardo alla produzione di suoni, non esistono particolari in merito. Proprio dagli spiaggiamenti sappiamo che lo zifio non è poi così raro come si potrebbe supporre dall'esiguità degli avvistamenti. Quasi la totalità di questi spiaggiamenti riguarda spiaggiamenti singoli. Si conoscono pochi casi di spiaggiamenti in massa di zifii: uno di 5 esemplari a Puerto Rico, un altro di 6 esemplari alle Galápagos, infine due alle Canarie, uno dei quali di almeno 12 esemplari. In Liguria, nel maggio 1963, nel giro di pochi giorni si spiaggiarono, lungo un arco di costa di alcune decine di chilometri, ben 15 esemplari di zifio; tecnicamente non si può in questo caso parlare di spiaggiamento collettivo, malgrado i singoli eventi fossero di certo collegati tra loro. Lo zifio può essere attaccato dall'orca. Nel 1985, al largo di Finale Ligure, un'orca fu fotografata mentre staccava brani di carne da una carcassa fresca di zifio, che con ogni probabilità essa stessa aveva catturato. La principale causa di mortalità per lo zifio in Mediterraneo sono comunque con ogni probabilità le catture accidentali in reti pelagiche derivanti. Da segnalare infine l'ipotesi che per lo meno alcuni degli spiaggiameneti collettivi di zifio (ad esempio quelli avvenuti alle Canarie, e forse anche quello in Liguria) fossero in qualche modo correlati con esercitazioni militari, e con conseguenti esplosioni subacquee.

### Alimentazione
Da quei pochi stomaci esaminati, soprattutto di esemplari catturati al largo del Giappone, sembrerebbe che lo zifio sia un predatore opportunista, anziché un eminente teutofago come spesso si legge. Si ciberebbe, cioè, delle prede maggiormente disponibili a seconda dei casi: prevalentemente calamari meso- e batipelagici quando si trova a profondità di poco inferiori ai 1000 m, mentre a profondità superiori divengono predominanti nella sua dieta varie specie di pesci. In Mediterraneo l'evidenza del contenuto stomacale di esemplari spiaggiati indica che qui lo zifio si ciba di calamari, in prevalenza Histioteuthis reversa, H. bonnellii e Ancistroteuthis lichtensteinii.

### Riproduzione
I parametri riproduttivi dello zifio sono per lo più sconosciuti. Non sembra che esista una precisa stagione riproduttiva. La maturità sessuale avviene quando gli esemplari (di entrambi i sessi) raggiungono i 5,5 m di lunghezza. La longevità probabilmente raggiunge i 40 anni.

## Distribuzione e habitat

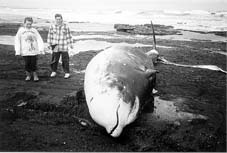
Uno zifio spiaggiato.

Lo zifio è il cetaceo che presenta la più vasta distribuzione all'interno della famiglia degli Zifiidi. È infatti presente in tutti gli oceani e i mari del mondo, dalle acque tropicali e temperato-fredde, fino all'isoterma dei 10 °C; sembra invece assente dalle acque polari. Purtroppo, quasi tutti i dati riguardanti la sua distribuzione provengono dall'esame degli spiaggiamenti, il che non costituisce certo una forma di informazione diretta e totalmente attendibile. Lo zifio è senza dubbio un cetaceo pelagico di acque temperate e tropicali, che raramente si avventura nei pressi della costa e sopra la piattaforma continentale, ma sembra preferire acque dove la profondità raggiunge e supera i 1000 m.

## Tassonomia
Nel 1804 Raymond Gorsse ritrovò presso la foce del fiume Galegéon, vicino a Fos (sulla costa francese del Mediterraneo), un cranio semifossile di cetaceo che fu poi inviato a Parigi, al Museo nazionale. Qui fu esaminato da Cuvier, che lo descrisse più tardi, nella sua opera Recherches sur les ossements fossiles, come un cetaceo estinto, al quale diede il nome di Ziphius cavirostris per via del notevole sviluppo che presentava il bacino prenariale. Da allora crani di zifio apparvero qua e là in svariate regioni del mondo, e furono descritte via via, dagli zoologi che se ne occuparono, sempre con la creazione di nuove specie, finché lo zoologo scozzese Sir Edward Turner, esaminando nel 1872 un cetaceo spiaggiato alle Isole Shetland, si accorse che lo zifio non era per niente estinto, e che si trattava di un'unica specie più volte descritta con differenti nomi. La convinzione che Ziphius sia un genere monotipico ha resistito fino ad oggi, malgrado la specie dimostri di possedere una discreta variabilità geografica.

## Conservazione
Non esistono dati sulla consistenza della specie. Lo zifio sembra essere comunque un cetaceo poco abbondante, malgrado la sua capillare diffusione. Ogni tanto viene catturato al largo del Giappone, e ancor più raramente presso altre località dove viene praticata la caccia artigianale agli odontoceti minori (Piccole Antille, Sri Lanka, etc.); tuttavia questo limitato prelievo di certo non ne influenza la consistenza numerica. Nella Lista Rossa della IUCN lo zifio è elencato nella categoria delle specie a rischio minimo.